# Villefranche-sur-Mer (Survage)
Pour les articles homonymes, voir Villefranche-sur-Mer.
Villefranche-sur-Mer est un tableau du peintre russe Léopold Survage réalisé en 1915. Cette huile sur toile est un paysage urbain cubiste représentant Villefranche-sur-Mer, dans les Alpes-Maritimes. Elle est conservée au musée national d'Art moderne, à Paris.

## Expositions
- Le Temps d'Apollinaire, galerie Breteau, Paris, 1943.